# 巴特萨克萨
巴特萨克萨（德語：Bad Sachsa，發音：[baːt ˈzaksa] ⓘ）是德国下萨克森州哥廷根县的城市，面积33.2平方千米，2023年12月31日人口为7,428人。